# Jan Klopper
Jan Klopper (Enkhuizen, 17 juli 1878 – Zeist, 19 april 1966) was een Nederlandse wiskundige. Hij was hoogleraar aan de Technische Hogeschool te Delft en rector magnificus van de Technische Hogeschool Bandoeng.

## Levensloop
Klopper werd geboren in Enkhuizen in 1878 als zoon van Simon Klopper en Gerritje (Swagermans) Klopper. Hij volgde een vijfjarige middelbareschoolopleiding aan de hogereburgerschool in Hoorn. Hij volgde in het jaar 1896-97 nog een cursus bij de Rijksnormaalschool in Enkhuizen, waar hij zijn LO-akte behaalde.
Klopper begon zijn carrière als onderwijzer in Westerblokker en Zwaag. Hij besloot het jaar erop in 1898 verder te studeren aan de ingenieursopleiding van de Polytechnische School te Delft. Hij behaalde daar in 1904 zijn ingenieursdiploma. Hij werkte kort als assistent op het ingenieursbureau van Jacob Kraus en bij de Maatschappij tot Exploitatie van Staatsspoorwegen.
Hij werd in 1905 aan de Technische Hogeschool te Delft aangesteld als hoogleraar toegepaste wiskunde en mechanica. Hij vertrok in maart 1919 naar Indië, waar hij samen met Jan Willem IJzerman werd belast met voorbereiding van de oprichting van de Technische Hogeschool Bandoeng. Hij diende daar als de eerste rector magnificus van 1920 to 1925. Terug in Nederland hervatte hij zijn werk als hoogleraar in Delft.
Hij heeft ook andere bestuurlijke nevenfuncties vervuld. Zo was hij in 1918-19 directeur van het Centrale Bruinkolen Bureau, van 1926 tot 1934 was hij president directeur van N.V, Thomassen in De Steeg, en van 1934 tot 1937 was hij voorzitter van de raad van bestuur van de Nederlands-Indische Spoorweg Maatschappij. Hij werd in 1922 onderscheiden tot ridder in de Orde van de Nederlandse Leeuw.

### Familie
Hij trouwde op 17 juli 1907 met Maria Andrietta Anna van Nes, en het stel kreeg zes kinderen.

## Publicaties
- Toegepaste mechanica: Knik, 1907. Delft
- op Delpher. Het leerplan der op te richten Ned.-Ind. technische hoogeschool, 1918. Opmerkingen naar aanleiding van het ontwerp der Sub-commissie, ingesteld door de Commissie van advies voor onderwijs van het Koninklijk Instituut voor Hooger Technisch Onderwijs in Nederlandsch-Indië
- met Cornelis Benjamin Biezeno. Leerboek der toegepaste mechanika., 1919. Deel 2.
- Rede, uitgesproken op den verjaardag der Technische Hoogeschool te Bandoeng, 1921, 1922, 1923, 1924.
- Rede uitgesproken door den voorzitter der Faculteit van Technische Wetenschap van de Technische Hoogeschool te Bandoeng ter gelegenheid der promotie honoris causa van J. W. IJzerman op 7 April 1925, 1925. Technische Hoogeschool Bandung
- voor het Nederlandsch instituut voor efficiency. Rationalisatie door coördinatie en concentratie in de industrie, 1931. no. 66
- Leerboek der toegepaste mechanica: Eerste deel, 1933. 3e druk.
- Leerboek der toegepaste mechanica: Tweede deel, 1935. 3e druk
- Leerboek der toegepaste mechanica: Derde deel, 1937. 3e druk
- Leerboek der toegepaste mechanica: Vierde deel, 1940.

- Biografisch Portaal: 77053760
- Library of Congress Control Number: no2006063885
- Nederlandse Thesaurus van Auteursnamen: 139329609
- Virtual International Authority File: 4685386